# Lagas
Denis Pierard, dit Lagas, né le 23 décembre 1941 à Liège et mort le 14 avril 2023 à Gembloux (province de Namur) est un auteur de bande dessinée humoristique et illustrateur belge.

## Biographie
Denis Pierard naît le 23 décembre 1941 à Liège.
Diplômé de l'Académie des beaux-arts de Liège en 1961, il suit les cours de Mittéï. Il fait son entrée au journal Tintin en 1965 avec 2 gags et c'est en 1966 qu'il lance la série Ptyht-Thett, l'homme des cavernes pour le Journal Tintin. Ensuite, fin 1968, encouragé par Mittéï, Degotte et Paul Deliège, il quitte Tintin et crée Sam et l'Ours pour Spirou où il est bientôt rejoint par Paul Deliège au scénario. Les aventures de Sam et l'ours, — le vieux trappeur qui chasse sans répit un ours débonnaire — se poursuivent jusqu'en 1983 en parallèle avec des illustrations pour Cartes Blanches, Le Fureteur sur des textes de Jean-Claude Pasquiez, L'Apache qui Rit et diverses rubriques rédactionnelles sans aucune production d'album. Il retrouve à cette époque le journal Tintin pour la réalisation de six histoires de Rody, jusqu'en 1984. Il quitte alors le monde la bande dessinée et devient dessinateur et illustrateur de cartes de vœux, de publicités et d'illustrations.
Treize albums de Sam et l'ours sont édités tardivement par le Coffre à BD et les Éditions du Topinambour de 2004 à 2015.
Lagas rend hommage à Paul Deliège lors de la mise à la retraite de celui-ci dans le Spirou no 3057 du 13 novembre 1996.
Il meurt le 14 avril 2023 à Gembloux, à l'âge de 81 ans.

## Œuvres

### Albums de bande dessinée

#### Sam et l'Ours
- 1. Le Petit Monde de Sam - Intégrale Tome 2, Le Coffre à BD/ Éd. du Topinambour, Tournefeuille/Soissons, 2005
Scénario : Paul Deliège - Dessin : Lagas - Couleurs : quadrichromie -  (ISBN 2-35007-012-3)Contient : Sam et le papier attrape-ours ; Ours-naping ; Sports d'hiver ; Psychothérapie ; Un poulet au pied ; Un ours amoureux et 4 gags inédits. Tirage limité à 150 exemplaires. (BNF 40109803)
- 2. Le Petit Monde de Sam - Intégrale Tome 2, Le Coffre à BD/ Éd. du Topinambour, Tournefeuille/Soissons, mai 2006
Scénario : Paul Deliège - Dessin : Lagas - Couleurs : quadrichromie -  (ISBN 2-350-07027-1) (BNF 40172956)
- 3. Au nord, rien de nouveau ?, Le Coffre à BD, Tournefeuille, avril 2007
Scénario : Paul Deliège - Dessin : Lagas - Couleurs : quadrichromie -  (ISBN 978-2-350-07051-3)Contient 7 gags inédits. Tirage limité à 150 exemplaires. (BNF 41023335)
- 4. Moi, l'homme du Québec, Le Coffre à BD, Tournefeuille, décembre 2007
Scénario : Paul Deliège - Dessin : Lagas - Couleurs : quadrichromie -  (ISBN 978-2-350-07072-8)Contient 3 gags inédits. Tirage limité à 150 exemplaires. (BNF 41200653)
- 5. Souvenirs mabouls, Le Coffre à BD, Tournefeuille, novembre 2008
Scénario : Paul Deliège - Dessin : Lagas - Couleurs : quadrichromie -  (ISBN 978-2-350-07096-4)Contient 5 gags inédits. Tirage limité à 150 exemplaires. (BNF 41368379)
- 6. Les Échos de la forêt !, Le Coffre à BD, Tournefeuille, décembre 2009
Scénario : Paul Deliège - Dessin : Lagas - Couleurs : quadrichromie -  (ISBN 978-2-350-07128-2)Contient 5 gags inédits. Tirage limité à 150 exemplaires. (BNF 42134200)
- 7. Canada, c'est le pied !, Le Coffre à BD, Tournefeuille, octobre 2010
Scénario : Paul Deliège - Dessin : Lagas - Couleurs : quadrichromie -  (ISBN 978-2-350-07159-6)Contient 3 gags inédits. Tirage limité à 150 exemplaires. (BNF 42293084)
- 8. Tant qu'il y aura des... trappeurs, Le Coffre à BD, Tournefeuille, juillet 2011
Scénario : Paul Deliège - Dessin : Lagas - Couleurs : quadrichromie -  (ISBN 978-2-350-07193-0)Contient 3 gags inédits. Tirage limité à 150 exemplaires. (BNF 42502302)
- 9. Crac ! Boum ! C'est la fête !, Le Coffre à BD, Tournefeuille, décembre 2012
Scénario : Paul Deliège - Dessin : Lagas - Couleurs : quadrichromie -  (ISBN 978-2-350-07159-6)Contient 5 mini-récits de la série publiés en 1968-1969 : Sam vend la peau de l'ours, Sam et l'appeau de l'ours, Sam n'a pas de pot,  Sam veut sa revanche, Sam et la ruche. Tirage limité à 150 exemplaires. (BNF 43583555)
- 10. Crac ! Boum ! C'est la fête !, Le Coffre à BD, Tournefeuille, avril 2013
Scénario : Paul Deliège - Dessin : Lagas - Couleurs : quadrichromie -  (ISBN 978-2-350-07266-1)Contient 5 mini-récits de la série publiés en 1969 : Sam et le diplômé, Sam's western story, Sam et l'hypnotisme, Sam et l'intruse, Pas à pas avec Sam et 2 gags inédits et un tiré à part signé et numéroté par Lagas. Tirage limité à 150 exemplaires. (BNF 43583555)
- 11. L'Ahuri du Grand Nord, Le Coffre à BD, Tournefeuille, octobre 2013
Scénario : Paul Deliège - Dessin : Lagas - Couleurs : quadrichromie -  (ISBN 978-2-350-07287-6)Contient 5 mini-récits de la série publiés en 1969-1970 : Sam vous met au parfum, Alerte au gaz avec Sam, Ca barde avec Sam, Ni trop ni trop peu pour Sam, Sam en bouche un coin. Album à couverture cartonnée et dos toilé de 50 pages en couleurs au format 31 × 22,5 cm. (BNF 43712615)
- 12. L'Homme tranquille ?, Le Coffre à BD, Tournefeuille, septembre 2014
Scénario : Paul Deliège - Dessin : Lagas - Couleurs : quadrichromie -  (ISBN 978-2-350-07325-5)Contient 5 mini-récits de la série publiés en 1970-1971 : Sam et l'attrape nigaud, Sam a des ennuis de circulation,  Sam en apprend des choses, Sam dans la neige, Sam et le canon. (BNF 44206553)
- 13. Un grand salut !, Le Coffre à BD, Tournefeuille, juin 2015
Scénario : Paul Deliège - Dessin : Lagas - Couleurs : quadrichromie -  (ISBN 978-2-350-07376-7)Contient 6 mini-récits de la série publiés en 1971-1974 : Sam photographe, Sam et un ours en hiver,  Sam n'attrape pas plus d'ours avec du miel, Sam et le cheval de Troie, Sam artilleur et Tiens ! Voilà Sam le facteur !. (BNF 44352201)

#### Autre
- Autant en emporte le temps, Le Coffre à BD, Tournefeuille, décembre 2015
Scénario, dessin et couleurs : Lagas -  (ISBN 978-2-350-07394-1)Contient les autres séries réalisées par Lagas : Ptyht-Thêtt, Mes frères et moi, cartes blanches Rody, les peintures à l'huile réalisées depuis sa retraite BD, divers dessins, gags et histoires courtes. (BNF 44449752)

#### Collectifs
- 35 ans du Journal Tintin - 35 ans d'humour[10], Le Lombard, Bruxelles, septembre 1981
Scénario et couleurs : collectif - Dessin : collectif dont LagasParticipation avec Ptyht-Thett, l'homme des cavernes.

### Para-BD
À l'occasion de l'édition de ses albums, Lagas réalise des ex-libris.

#### Livres
: document utilisé comme source pour la rédaction de cet article.
- Jean Van Hamme, Introduction à la bande dessinée belge, Bruxelles, Bibliothèque royale de Belgique, 1968, 80 p., ill. ; 26 cm (lire en ligne), p. 31[catalogue] publié à l'occasion de l'exposition La bande dessinée en Belgique, Bibliothèque Albert Ier, [Bruxelles], du 29 juin au 25 août 1968.
- Henri Filippini, Dictionnaire de la bande dessinée, Paris, Bordas, 1989, 731 p., ill. ; 27 cm (ISBN 2-04-018455-4, OCLC 1244909550, BNF 35065653, présentation en ligne), p. 465, 640.
- Jean-Louis Lechat, Un demi-siècle d’aventures t. 2 : 1970 - 1996, Bruxelles, Le Lombard, 5 décembre 1996, 224 p., ill. ; 31 cm (ISBN 280361233X, OCLC 37995939, BNF 37539082, présentation en ligne), p. 110. .
- Jacques Fiérain, « Lagas », dans La BD dans les provinces de Liège, Namur et Luxembourg, Charleroi, Éd. l'Âge d'or, 2004, 112 p., ill. ; 31 cm (ISBN 9782960019698, OCLC 470388297, présentation en ligne), p. 60.
- Philippe Mellot, Michel Denni, Laurent Turpin et Isabelle Morzadec, Trésors de la bande dessinée : BDM 2021-2022 - Catalogue encyclopédique et Argus, Paris, Les Arènes, novembre 2020, 22e éd., 1700 p., ill. ; 23 cm (ISBN 9791037502582, OCLC 1240308146, présentation en ligne), p. 89, 996. .

#### Articles
- Hugues Dayez, « Les Aventures d'un journal : Carte blanche à Lagas », Spirou, Dupuis, no 4071,‎ 20 avril 2016, p. 29.